# Artal II de Alagón
Artal II de Alagón (? - ca 1213 ) fue un caballero aragonés del linaje de los Alagón, V señor de Alagón y alférez del reino de Aragón, cargo de la máxima dignidad por debajo del de mayordomo del Reino de Aragón.

## Filiación, matrimonio y descendencia
Hijo de Palacín I de Alagón, contrajo matrimonio con Toda Romeo. De este matrimonio nacieron:
- Blasco I de Alagón
- Toda de las Cellas, señora de Sobradiel
- Hija de nombre desconocido, casada con Pedro de Sesse

## Muerte
A partir de agosto de 1213 Artal II desaparece de los registros y su hijo Blasco I toma el relevo en el señorío de Alagón.
Como alférez del reino de Aragón y caballero real, seguramente murió en la batalla de Muret (Occitania) junto con el rey Pedro el Católico, que entró en guerra para defender los territorios de sus vasallos los señores de Occitania. Esta batalla forma parte de la llamada Cruzada albigense, debido a que comenzó en la ciudad de Albi, ciudad situada en el suroeste de Francia en Languedoc. Dicha cruzada partió de iniciativa del papa Inocencio III con el apoyo de la dinastía de los Capetos (reyes de Francia en la época), con el fin de reducir por la fuerza el catarismo, un movimiento religioso calificado como herejía por la Iglesia católica y asentado desde el siglo xii en los territorios feudales del Languedoc, favoreciendo la expansión hacia el sur de las posesiones de la monarquía capetana y sus vasallos.